# Музеи Москвы

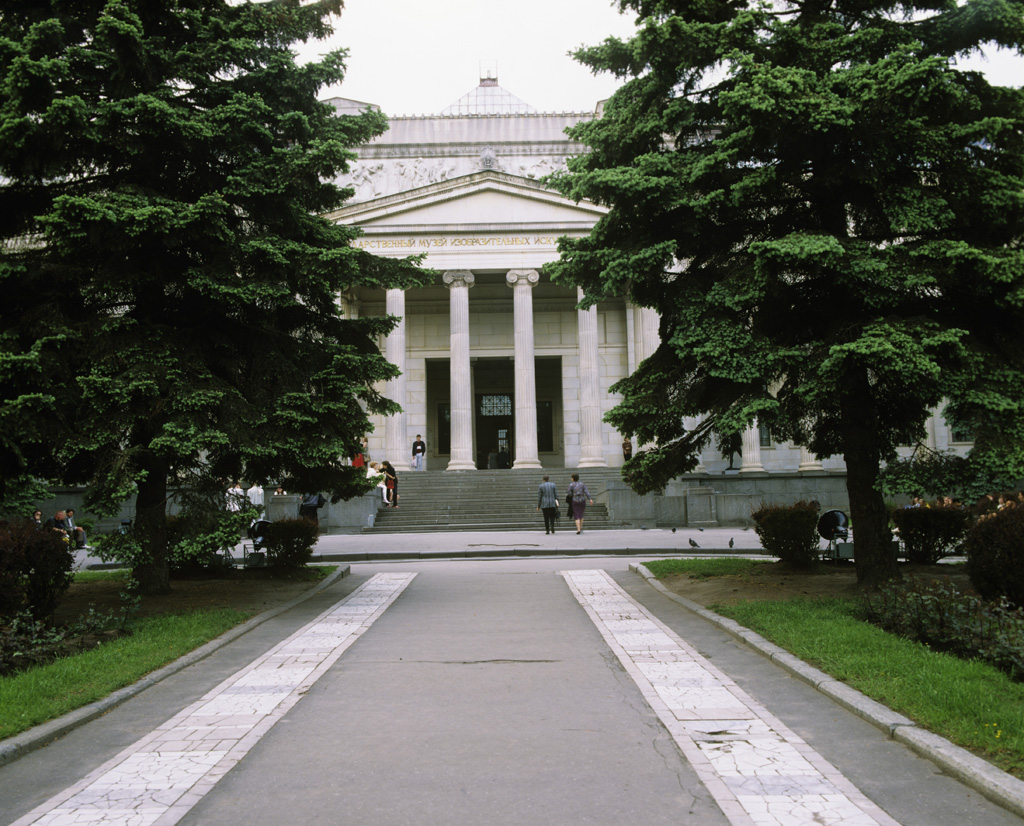
Пушкинский музей.

В Москве насчитывается более 440 частных и государственных музеев и их филиалов.
Точную цифру назвать сложно: единого музейного реестра на сегодня не существует, и в разные списки могут входить или не входить профильные и узковедомственные музеи (по истории предприятий, учебных заведений, воинских частей, музеи общественных организаций, выставочные залы).

## История

### Прамузеи
О существовании сокровищниц московских князей, которые являлись собраниями различных предметов искусства и книг, известно ещё с XIII века. Черты великокняжеской сокровищницы в начале XVI в. приобретает Оружейная палата Московского Кремля. С 1584 года известно хранилище образцов вооружения – Арсенал в Москве. Эти хранилища одновременно являлись мастерскими и были тесно связаны с производством.

### Появление первых музеев в Москве
Историю музейного дела в Москве можно отсчитывать с 1856 года — тогда император Александр II принял решение о восстановлении Палат бояр Романовых в первоначальном виде (после ряда пожаров и ввиду обветшания) и создании в них музея. Работы по восстановлению здания и наполнению его экспозициями велись три года, и 27 августа 1859 года состоялось торжественное открытие музея. Посещать его можно было два раза в неделю, а внутрь одновременно могло входить не более восьми человек. Служителям музея предписывалось проявлять предельную вежливость к посетителям, а если какой служитель брал от них деньги, то он подвергался взысканию.
В эти же годы статус публичного музея приобрела Оружейная палата, которая уже с XVII века имела своего рода экспозиционный зал, а в 1862 году в дом Пашкова из Петербурга был переведен Румянцевский музей. Также большое значение приобрело проведение в Москве всероссийских выставок, экспонаты которых впоследствии послужили основой для создания ряда известных музеев — Политехнического, Исторического, Музея антропологии Московского университета, Музея народного искусства.
Значительный вклад в развитие музейного дела внесло частное коллекционирование. Наряду с появлением государственных музеев, многие частные владельцы преобразовывали свои коллекции в открытые музеи, либо передавали их публичным музеям и городу. Самым известным примером стало основание в 1856 году купцом Павлом Третьяковым Художественного музея. В 1892 году Третьяков передал свою художественную галерею в дар городу: так, Москва первой обзавелась публичным музеем национальной живописи — фонд галереи тогда насчитывал 1276 картин русских художников.
Важным культурным событием для Москвы стало создание Музея изящных искусств, предназначенного для публичного хранения слепков и копий с классических произведений мирового искусства. Инициатором его создания выступил историк искусства Иван Цветаев в 1893 году, и его сразу же поддержали городская дума и Московский университет. Для публики музей открылся в 1912 году, став самым крупным из российских музеев европейского и мирового искусства.
К 1914 году в Москве насчитывалось более 40 публичных музеев.

## Московские музеи в наше время
С распадом СССР начался новый период в развитии музейного дела, что связано с отказом от взгляда на музей как пропагандистское заведение, а также с возрождением частных музеев. В 1993 году в Москве был зарегистрирован первый частный художественный музей — Русский национальный музей искусств (РНМИ), вскоре появляется частный Музей природы. Статус частных музеев был закреплен на законодательном уровне, определив Музейный фонд РФ как состоящий из государственной и негосударственной частей.
Важной тенденцией в развитии московских музеев стала их нарастающая технологичность и интерактивность. В основе современного музея всё чаще лежит не только выставка экспозиций, но и создание полноценного арт-пространства: задействование мультимедиа и саунд составляющих, вовлечение посетителей в разного рода перформансы, проведение на территории музея публичных лекций, киноклубов, фестивалей, презентаций, световых и лазерных шоу. Показательными в этом плане являются примеры Мультимедиа Арт Музея, Еврейского музея, Музея Москвы, Музея современного искусства «Гараж»,Центр фотографии имени братьев Люмьер . Появляются и чисто игровые музеи, такие как Музей занимательных наук «Экспериментаниум» и Музей советских игровых автоматов, для которых основополагающим фактором становится прямое взаимодействие с экспонатами.
Меняется и концепция локации музеев. Новые экспозиционные пространства открываются на территории бывших заводов, получивших название творческих кластеров, или арт-кластеров. Первый московский арт-кластер «Винзавод» был создан в 2007 году на территории бывшего пивоваренного и винного завода «Московская Бавария», впоследствии арт-кластер появился на территории завода «Красный Октябрь», а в 2009 году в бывшем заводе «Хрустальный» был открыт «Дизайн-завод „Флакон“».
Также музеи стали оборудоваться в бывших военных бункерах — самые известные из них «Бункер Сталина» в Измайлово и «Бункер-42» на Таганке. В последнем на глубине 65 метров под землей расположился Музей Холодной войны, где кроме экскурсий практикуют проведения свадеб, игры в лазер-таг, устраивают презентации компьютерных игр.
В 2012 году Департамент культуры Москвы принял постановление, согласно которому в каждое 3-е воскресенье месяца посещение городских музеев становится для посетителей бесплатным. Кроме того, традиционно московские музеи бесплатно принимают посетителей в дни новогодних праздников, а также на День города (6—7 сентября), День России (12 июня), День Народного Единства (4 ноября) и во второй декаде мая на Ночь музеев.
Каждое третье воскресенье месяца любой желающий может бесплатно посетить музеи, находящиеся в подчинении Департамента культуры Москвы (их список приведён по ссылке). Также, эти музеи открыты для бесплатного посещения в дни праздников и новогодние каникулы (их список приведен по ссылке).